# فمیلی اینادا
فمیلی اینادا (انگلیسی: Family Inada) شرکت تجهیزات پزشکی ژاپنی است، که در سال ۱۹۶۲ تأسیس شد.